# Mamadou Moustapha Ba
Pour les articles homonymes, voir Ba.
Mamadou Moustapha Ba, né le 6 août 1965 à Nioro du Rip et mort le 8 octobre 2024 à Paris, est un homme politique et haut fonctionnaire sénégalais. Il est ministre des Finances et du Budget dans les gouvernements Ba I et II.

## Biographie

### Formation
Après un baccalauréat obtenu au Prytanée militaire de Saint-Louis, Mamadou Moustapha Ba intègre l'École nationale d'économie appliquée de Dakar dont il sort avec un diplôme d'État.
Il étudie par la suite à l'Institut de politique et de gestion du développement de l'université d'Anvers avec à la clé un diplôme de politique de développement puis un master en gestion et administration publiques.

### Carrière dans la fonction publique
Mamadou Moustapha Ba intègre le ministère de l'Économie et des Finances en 1992.

### Carrière politique
Mamadou Moustapha Ba est nommé le 17 septembre 2022 ministre des Finances et du Budget en remplacement d'Abdoulaye Daouda Diallo. Il intègre le premier gouvernement du Premier ministre Amadou Ba.

### Décès
Mamadou Moustapha Ba est décédé le 8 octobre 2024 à Paris, en France, à l'âge de 59 ans. Le 10 novembre, le procureur de la république ordonne le report de son inhumation, évoquant un décès suspect. En France, l'enquête considère que la mort de Ba est un suicide.